# Paul is dead

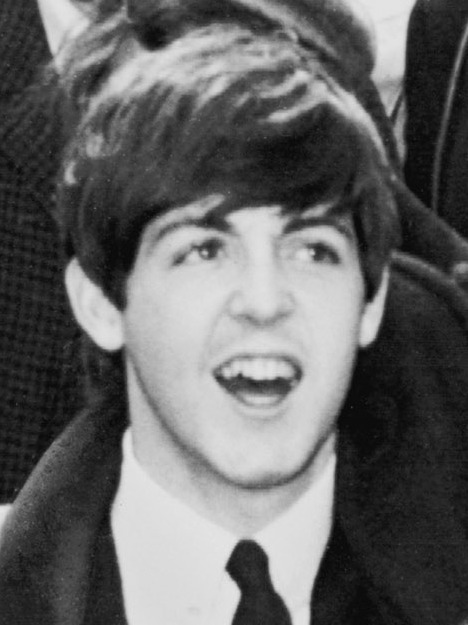
Paul McCartney gedurende zijn tijd bij The Beatles (1964)

Paul is dead ('Paul is dood', ook wel 'PID') is een broodjeaapverhaal over Paul McCartneys vermeende overlijden in 1966 dat al sinds 1969 in de muziekwereld rondgaat.
Het gerucht behelst dat Paul McCartney in de vroege ochtend van woensdag 9 november 1966 met zijn auto zou zijn verongelukt, nadat hij in een neerslachtige bui de opnamestudio van EMI had verlaten. Hij zou hierna zijn vervangen door een dubbelganger genaamd William Campbell, die door degenen die in het gerucht geloven ook wel Faul wordt genoemd (een samentrekking van False Paul, wat "Valse Paul" betekent).

## Verspreiding van het gerucht
Het gerucht ontstond volgens de gangbare reconstructies waarschijnlijk op 12 oktober 1969, toen Russ Gibb, een diskjockey van het radiostation WKNR uit Detroit, tijdens de uitzending een telefoontje kreeg van Tom Zarski, een student van de Universiteit van Michigan. De student beweerde dat Paul McCartney, die toen lid van The Beatles was, niet de echte McCartney, maar een dubbelganger zou zijn. Fred LaBour, verslaggever van The Michigan Daily, moest destijds een recensie schrijven van het zojuist uitgekomen album Abbey Road. Twee dagen na de WKNR-uitzending publiceerde hij in zijn krant een artikel waarin hij een opsomming gaf van de aanwijzingen die op de diverse Beatlesplaten te vinden zouden zijn. LaBour verklaarde later dat hij het hele verhaal had verzonnen en dat het als satire was bedoeld. Hij zei een mengeling van controleerbare feiten en feitelijke onjuistheden in het verhaal te hebben gestopt, dit om enerzijds de lezers mee te slepen in het verhaal maar hen anderzijds duidelijk te maken dat het om een grap ging.
De internationale media doken op dit verhaal en gingen op zoek naar verborgen feiten in nummers en platenhoezen van The Beatles. Zodoende kwamen er tientallen 'bewijzen' naar voren voor de dood van de Beatle. Voordat het gerucht in oktober 1969 wereldwijde bekendheid kreeg, heeft het geruime tijd onder studenten op Amerikaanse campussen de ronde gedaan. Journalistiekstudent Tim Harper van de Drake University in Iowa was de eerste die (op 17 september 1969, een maand voor de WKNR-uitzending) het gerucht neerschreef, in een studentenblaadje.
In Nederland wijdde KRO-DJ Theo Stokkink in april en mei 1979 drie afleveringen van zijn radioprogramma Walhalla aan deze kwestie. Luisteraars konden de teksten van deze uitzendingen opvragen bij de KRO. Wie dat deed, kreeg een keurig setje dubbelzijdig getypte pagina's thuisgestuurd. In de jaren 80 kreeg het verhaal opnieuw bekendheid in Nederland toen het werd behandeld in de radioserie Get Back van de AVRO op het toenmalige Radio 3, gepresenteerd door Hans Schiffers.
Paul McCartney heeft na deze hype officieel verklaard rond de bewuste tijd inderdaad een klein auto-ongeluk te hebben gehad, maar hier niets aan over te hebben gehouden.
In de loop der tijd zijn er, naast vele websites en forums over het gerucht, ook op YouTube talloze filmpjes over dit gerucht verschenen, met als bekendste voorbeelden "The Rotten Apple" (gemaakt door voorstanders van het gerucht) en "The Live And Let Die Mini Shows" (gemaakt door tegenstanders). Ook populair op internet zijn vergelijkingen van foto's voor en na 1966 waaruit zou moeten blijken dat Paul McCartney al dan niet vervangen is door een dubbelganger.

## Het ongeluk
Over het ongeluk doen twee versies de ronde.
Volgens beide versies vertrok McCartney 's ochtends vroeg van de studio naar huis na een lange nacht te hebben gewerkt en ruzie met één of meer van de andere Beatles te hebben gehad.
In de eerste versie miste de vermoeide McCartney een rood verkeerslicht en verongelukte. In de tweede versie raakte McCartney afgeleid door een knappe parkeerwachtster, lette niet goed op en verongelukte.
Het jaar 1966 verliep rommelig. Er kwam niet, zoals de gewoonte was, aan het eind van het jaar een plaat uit. Een Britse tournee in het najaar werd afgelast en John Lennon ging voor het eerst iets doen zonder de andere bandleden: in een film spelen. George Harrison ging twee maanden naar India, Ringo Starr vergezelde Lennon, en McCartney schreef met Beatlesproducer George Martin aan de soundtrack voor de film The Family Way. Pas in februari 1967 verscheen er weer nieuw werk van de groep. Dit voedde speculaties dat The Beatles uit elkaar zouden zijn. Toen in 1969 de Paul is dead-theorie werd gepubliceerd, werd gesuggereerd dat de lange vakantie in het najaar van 1966 eigenlijk nodig was geweest om een opvolger voor McCartney in te werken. McCartneys ongeluk zou echter hebben plaatsgevonden op 9 november, dus nádat alle Beatles weer terug waren van hun verschillende soloprojecten. Die avond zou John Lennon zijn latere vrouw Yoko Ono ontmoeten op een mede door McCartney georganiseerde tentoonstelling in de Indica Gallery in Londen. Maar als McCartney die ochtend zou zijn overleden, zou die ontmoeting zeer waarschijnlijk nooit hebben plaatsgevonden.

## Vermeende aanwijzingen

### Magical Mystery Tour
- Het eerste nummer dat uitgebracht werd na de veronderstelde dood van McCartney is Strawberry Fields Forever. Strawberry Fields zou (naast een weeshuis) ook een begraafplaats zijn op een heuvel nabij Liverpool.[5][6] In een clip van het nummer wordt vanaf het tweede couplet bij de woorden "Nothing is real" telkens eerst ingezoomd op het gezicht van Paul McCartney.[7] De tekst "Let me take you down 'cause I'm going to Strawberry Fields. Strawberry Fields Forever" zou een tekst zijn van John voor de dode Paul, vlak voordat hij hem gaat begraven op de oude begraafplaats van Strawberry Fields in Liverpool. Bijna aan het eind van het nummer is er een fade-out. De muziek verzwakt tot stilte, maar daarna volgen nog ruim dertig seconden met een spookachtig muziekje, en er wordt een stem hoorbaar die "I buried Paul" lijkt te zeggen. John Lennon verklaarde achteraf echter dat hij "Cranberry sauce" zei. Op een van de Anthology-versies is duidelijker te horen dat hij dit ook daadwerkelijk zegt.[8]
- Magical Mystery Tour is een dubbel-EP met een fotoboekje van 28 pagina's. In dat boekje komt een aantal mogelijke aanwijzingen voor. Zo staat er een foto van een McCartney, die in legeruniform achter een tafel zit. Voor hem staat een bordje met de tekst "I was". Op een andere foto staat Ringo Starr achter zijn basdrum. Op dat drumstel is met enige fantasie de tekst "Love the 3 Beatles" te lezen. Verder heeft McCartney op een aantal foto's in het boekje, net als op de hoes van Abbey Road, geen schoenen aan, wat zou verwijzen naar de manier waarop in diverse landen overledenen worden begraven. Ook heeft hij op diverse foto's een hand boven zijn hoofd wat, net als op de albumhoes van Sgt. Peppers, ook zou verwijzen naar de dood.
- "Paul is Bloody, Paul is Hare Krishna" zijn woorden die steeds terugkomen in het nummer Blue Jay Way, wat opvalt is dat er achterwaartse stukjes geplakt zijn in de masterversie. Als het nummer helemaal wordt omgedraaid, zijn ook stukjes normale tekst hoorbaar. Het vreemde is dat ten eerste The Beatles bewust de tekst erin hebben geplakt, en ten tweede zijn het precies Paul is dead-woorden.
- Op de hoes van het album draagt McCartney een walruspak. Volgens het krantenartikel in The Michigan Daily dat aan de basis stond van het 'Paul is dead'-verhaal, zou 'walrus' Grieks zijn voor 'lijk'.[1][9] Het nummer I Am the Walrus op de elpee wordt gezongen door John Lennon. Maar op de platenhoes staat onder "I am the Walrus" de toevoeging "('No You're Not!' Said Little Nicola)", dus wie is de walrus nu eigenlijk?
- Het nummer I Am the Walrus zou gaan over de dood van McCartney. Het begint met "I am he, as you are he, as you are me, and we are all together". Hieruit blijkt de mogelijke verwarring die het publiek had bij de gedachte wie nu eigenlijk wie was. De woorden "Stupid bloody Tuesday" zouden verwijzen naar de laatste keer dat McCartney in levenden lijve werd gezien. De "eggman" zou verwijzen naar Humpty Dumpty, waarvan het hoofd openbarstte, net als bij McCartney. John Lennon zingt in het nummer "I'm crying, I'm crying". Het nummer eindigt met een fragment uit Shakespeares King Lear. In dat fragment is te horen hoe een van de personages sterft: de uitroep "Oh, untimely death!" is duidelijk te verstaan.
- Op de B-kant van I Am the Walrus staat het nummer Hello, Goodbye. In dat nummer zou de tekst You say goodbye, and I say hello suggereren dat de oude McCartney weggaat en de nieuwe binnenkomt.
- In de film Magical Mystery Tour, bij het vertolken van Your mother should know, hebben alle Beatles een rode roos in hun witte pak gestoken, behalve Paul McCartney: hij draagt een zwarte roos. Volgens The Beatles zelf simpelweg omdat de rode rozen op waren.
- In het laatste gedeelte van All You Need Is Love zou Lennon "Yes, he's dead" zeggen. Zijn tekst is echter duidelijk verstaanbaar als "Yesterday".

### Sgt. Pepper's Lonely Hearts Club Band
Toen The Beatles in 1967 weer terugkwamen, was dat met de plaat Sgt. Pepper's Lonely Hearts Club Band. Dit album verscheen twee jaar voordat de mediahype rondom de overlijdenstheorie losbarstte. Met name op dit album en de hoes ervan zouden veel aanwijzingen zijn verborgen. Op de plaat zelf staan diverse vrijwel onverstaanbare kreten, waarvan beweerd wordt dat die met het overlijden van de ex-Beatle te maken moeten hebben gehad. Overigens waren The Beatles niet zelf verantwoordelijk voor de Sgt. Pepper-hoes, dat was Peter Blake. Het lijkt velen sterk dat Blake ook bij het gerucht betrokken is, en Blake heeft zelf ontkend aanwijzingen op de hoes geplaatst te hebben.
- De Beatles staan op de hoes in kleurige kleding, naast vier mannen in zwarte pakken die wassen beelden van de jongere Beatles voorstellen. Na McCartneys overlijden zijn de Beatles niet langer dezelfde band en op deze wijze zouden de Beatles afscheid nemen van hun "Fab four"-imago en een nieuwe psychedelische fase ingaan.[10] Alle bandleden hebben epauletten op hun schouder, wat ook naar McCartney zou verwijzen.
- Alle bandleden houden een blaasinstrument vast. Terwijl de overige bandleden koperen instrumenten vasthouden, is McCartneys althobo zwart (dood) en van hout (doodskist).
- Achter hen staat een grote groep van historische figuren, vrijwel allemaal hebben ze een ernstige blik, alsof ze op een begrafenis zijn. Diverse van de afgebeelde beroemdheden zijn overleden, waaronder de ex-Beatle Stuart Sutcliffe. Andere afgebeelde dode beroemdheden die op tragische wijze de dood vonden zijn Edgar Allan Poe, de griezelverhalenschrijver die op mysterieuze wijze een paar dagen verdween, en Marilyn Monroe die aan de roem ten onder is gegaan.
- Vóór de band op de hoes ligt een grote bloemenzee. Hierin staat de naam Beatles (de eerste maal dat de bandnaam zonder het lidwoord werd weergegeven, alsof de overige leden het idee hebben dat er iets ontbreekt in de band) gespeld in rode hyacinten (de mythologische bloem van de dood) en in gele bloemen een linkshandige bas met maar drie snaren in plaats van vier (McCartney is linkshandig). Wanneer de hoes een kwartslag gedraaid wordt, kan de gitaar als de "P" van Paul gelezen worden. Na de S van het woord Beatles staat een mysterieuze O, waardoor het geheel ook gelezen kan worden als een verborgen boodschap Be At Leso (Kom naar Leso). Over wat Leso zou zijn, gaan diverse verhalen, zoals een eiland in Griekenland,[11] of Indonesië,[12] dan wel zou verwijzen naar San Sebastián in Spanje, waarvan de luchthaven de code LESO heeft.[13]
- Helemaal vooraan in het midden van de hoes is een beeldje van een hindoegod afgebeeld. Volgens sommigen gaat het hier om Shiva. Shiva staat symbool voor zowel vernietiging als creatie. Twee van zijn vier armen zijn omhoog gericht, de één wijst naar het wassen beeld van de oude McCartney, de andere arm wijst naar de nieuwe.[10] In een andere interpretatie representeert het beeld voor de bloemen de Indiase hindoegodin Kali die staat voor de wedergeboorte. Hierin lijkt duidelijk te worden gemaakt dat de oude Beatles worden begraven, en er een nieuwe tijd aanbreekt voor de band. Kali is echter niet de godin van de wedergeboorte, maar van de creativiteit. Zij is te herkennen aan vier armen, met in een hand een zwaard en in een andere hand een afgehakt hoofd. Op de hoes van Sgt. Pepper's Lonely Hearts Club Band zou in haar linkerhand een afgehakt hoofd te zien zijn, dat zou verwijzen naar het hoofd van McCartney. In haar rechterhand is in de voet van de letter A een zwaard te zien. Het beeldje lijkt overigens meer op Lakshmi, de godin van de welvaart, want Kali wordt doorgaans afgebeeld met een uitgestoken tong.
- De pop rechtsonder op de hoes heeft een model van een witte Aston Martin (de auto waarin McCartney verongelukt zou zijn) met een rood interieur, de rode kleur zou het bloed van McCartney moeten betekenen. Deze pop rust op een andere pop, met om haar linkerhand een rijhandschoen met rode (bloed?)vlekken. Volgens velen zou de pop Shirley Temple voorstellen.
- De pop heeft een shirt aan met daarop een tekst waarvan alleen de tekst op de borst, Welcome the Rolling Stones, goed te lezen is.[14] Dit zou een bedankje zijn aan de Rolling Stones als dank voor de hulp bij het in de doofpot stoppen van de dood van McCartney. Ook zou het suggereren dat de Rolling Stones de belangrijkste band zouden worden als de Beatles zouden stoppen.
- Op de hoesfoto is McCartney afgebeeld met een hand boven zijn hoofd. Dit zou verwijzen naar de laatste zegen voor het overlijden die een stervende van een priester krijgt. In sommige Indiase culturen is dat het teken dat iemand dood is. De hand zou toebehoren aan Stephen Crane die achter Paul McCartney staat. Crane is een schrijver die op de leeftijd van 28 jaar is overleden en die een grote inspiratie was voor John Lennon. Zijn novelle The Open Boat gaat over vier schipbreukelingen die moeten overleven in een reddingsboot. Een van hen doet erg zijn best om de groep bij elkaar te houden, maar juist hij overlijdt als eerste. De overige drie besluiten als groep verder te gaan, en net te doen alsof de vierde er nog bij is.[10] Volgens anderen behoort de hand toe aan Issy Bonn.
- Het drumstel op de elpeehoes is ontworpen door ene Joe Ephgrave, wat een samensmelting zou zijn van de woorden "Epitaph" (Engels voor Grafschrift) en "Grave" (Graf).[15] Wanneer horizontaal een spiegel geplaatst wordt in het midden van de tekst 'Lonely Hearts', op het drumstel op de elpeehoes, verandert het woord 'Hearts' in 'He die', met tussen die twee woorden een ruit, een dubbele pijl dus, die naar boven richting McCartney en naar onder op het 'graf' wijst. Het "I ONEI" (links) zou slaan op 1+1+1, de drie overgebleven bandleden, of zo verklaren anderen I ONE IX zou 11/9 inhouden, 9 november, zijn veronderstelde sterfdag. Hoewel soms beweerd wordt dat de persoon niet bestaat en de naam verzonnen is, blijkt Joe Ephgrave een werkelijk bestaand persoon te zijn.[16]
- Aan de binnenkant van de hoes is een foto te zien met alle vier bandleden. McCartney is afgebeeld in wat sommigen als een foetushouding beschrijven, de manier van begraven volgens de Keltische traditie. Op Paul McCartneys schouder is een badge te zien met het officiële vignet van de Ontario Provincial Police, waarop de afkorting O.P.P. Van de laatste P is het basisstreepje niet te zien, en sommigen zien daarom de letters 'O.P.D.'. Dit zou staan voor Officially Pronounced Dead, een term zoals die in een politiedossier wordt gebruikt. Ook zou het kunnen staan voor Oh Paul is Dead. Het vignet was aan The Beatles uitgereikt na een concert in Ontario. De winnaar van een wereldwijde Paul McCartney-lookalike-wedstrijd zou uit Toronto in de provincie Ontario (Canada) komen.[15]
- Op de foto achter de songteksten staan de vier Beatles afgebeeld, en McCartney is de enige die met zijn rug naar de camera staat. Bovendien is hij duidelijk groter afgebeeld dan de andere bandleden, terwijl ze in werkelijkheid allemaal ongeveer even groot zijn. Vlak naast McCartneys hoofd staan de woorden "Without you" van het nummer Within You Without You. De hand van George Harrison lijkt te wijzen naar de woorden "Wednesday morning at five o'clock as the day begins", uit She's Leaving Home, een verwijzing naar de tijd van McCartneys veronderstelde ongeluk. Verder maakt hij met zijn duim en wijsvinger een L; in de handen van John Lennon en Ringo Starr zou men respectievelijk een V en een E kunnen lezen. De handen van McCartney zijn niet zichtbaar omdat hij met zijn rug naar de camera staat. Als McCartney een O had gemaakt had er "love" gestaan.
- In het titelnummer van de elpee wordt er een, wellicht zogenaamd, nieuw bandlid (Billy Shears) voorgesteld. De man van wie men denkt dat hij de plaatsvervanger voor McCartney is, heet William Shears Campbell. William Campbell zou politieagent zijn geweest voordat hij McCartney zou vervangen. Dit zou terugkomen in de tekst "So I quit the police department and got myself a steady job" uit het nummer She came in through the bathroom window (dat niet op de plaat Sgt. Pepper staat). Ook zou dit verklaren waarom McCartney de badge van de O.P.P. op zijn pak heeft.
- Het zou echter ook kunnen dat de naam Billy Shears niet op Paul McCartney slaat, maar op Ringo Starr. Hij is namelijk degene die het lied With A Little Help From My Friends zingt nadat Billy Shears is aangekondigd.
- In de laatste maten van de reprise van Sgt. Pepper's Lonely Hearts Club Band schreeuwt Paul McCartney iets onverstaanbaars op de achtergrond. Fans vinden dat verdacht veel lijken op "Paul is dead now, really really dead..." Vooral in de monoversie klinkt het zo.
- Sgt Pepper's is het eerste album na het veronderstelde ongeluk en ook het eerste album bij het nieuwe platenlabel Apple. "Apple" zou klinken als "A-Paul", met A in de betekenis van "zonder".[15]
- In het nummer Lovely Rita zou worden verteld over de parkeerwachtster, Rita geheten. De regel "When I caught a glimpse of Rita" zou McCartneys afleiding weergeven, net als de regel "Watching the skirts you start to flirt now you're in gear", uit het nummer Good morning, good morning.
- Ook het nummer She's leaving home bevat een aanwijzing, namelijk de regel "Wednesday morning at 5:00 as the day begins", wat het tijdstip zou zijn van het ongeluk. Dit tijdstip komt ook weer voor in het nummer Good morning, good morning met de tekst "People Running around it's 5 o'clock", wat zou aangeven dat de getuigen van het ongeluk in paniek zouden zijn geraakt.
- Het album sluit af met A Day in the Life, waarin een auto-ongeluk wordt beschreven dat volgens sommigen dat van Paul zou zijn: "He blew his mind out in a car, he didn't notice that the lights had changed". Lennon heeft echter verklaard dat hij voor dit nummer geïnspireerd werd door Tara Browne, een jonge Ierse socialite die op 18 december 1966 op 21-jarige leeftijd dodelijk was verongelukt met zijn auto.[17]

### Yellow Submarine-film
- In de film Yellow Submarine uit 1968 vliegt tijdens het nummer Eleanor Rigby de gele onderzeeër achter een grafsteen langs, waarop Nº 49 staat en eronder de tekst "Here lies buried" (hier ligt begraven).[18] De 4 zou voor de vier letters in de naam "Paul" staan en de 9 voor de negen letters in "McCartney". Vanwege een aantal verticale strepen door de bovenkant van de grafzerk, kan de º van Nº ook als 9 gelezen worden, waardoor er N9 zou staan, wat zou verwijzen naar 9 november, de veronderstelde sterfdag van McCartney.

### Abbey Road
Het album Abbey Road was net twee weken uit toen de overlijdenstheorie grote bekendheid kreeg. Op het album en de hoes zouden de volgende aanwijzingen te vinden zijn:
- Op de nummerplaat van de witte Volkswagen Kever ("Beetle") achter The Beatles, op de hoes van Abbey Road, staat LMW 281F. Hiervan zou LMW staan voor Linda McCartney Widow, en 281F zou moeten worden gelezen als 28IF en dat zou betekenen dat McCartney 28 jaar oud zou zijn, als hij nog had geleefd. Hij was ten tijde van het uitkomen van het album Abbey Road echter 27 jaar oud (hij zou op 18 juni 1970 28 jaar worden). Maar in veel oosterse religies begint men bij het tellen van de leeftijd bij 1, en dan zou McCartney 28 zijn geweest. Het 'Linda McCartney Widow' kan tegengesproken worden, omdat Paul McCartney Linda pas in 1967 voor het eerst ontmoet heeft terwijl McCartney in 1966 al zou zijn overleden. In dat geval heeft Linda Paul dus nooit echt ontmoet en kan ze dus ook niet zijn weduwe zijn. Een andere uitleg voor LMW luidde dat de letters stonden voor: Living McCartney Was/Would be. Ook kan het een afkorting zijn van Lady McCartney Weeps (Mevrouw McCartney huilt) omdat McCartney Linda Eastman nooit ontmoet zou hebben en Linda McCartney Weeps dus niet klopt. Met Lady McCartney zou dan Jane Asher bedoeld worden, hoewel zij en Paul nooit zijn getrouwd.
- Op dezelfde hoes loopt McCartney op blote voeten, met een sigaret in zijn rechterhand (terwijl hij linkshandig is). In veel landen worden overledenen zonder hun schoenen begraven - de sigaret zou een Siciliaans symbool voor de dood zijn (argumenten voor dat laatste treft men echter alleen aan bij aanhangers van de overlijdenstheorie). Bovendien was het alom bekend dat Paul McCartney linkshandig is. Dit zou er eveneens op duiden dat er op de hoes sprake was van een dubbelganger van Paul McCartney. Maar op een beroemde foto uit 1963 is echter ook al te zien dat Paul McCartney zijn sigaret in zijn rechterhand heeft. John Lennon in zijn witte kledij zou als priester kunnen worden gezien, Ringo Starr als een begrafenisondernemer in een plechtig zwart pak en George Harrison als een grafdelver in simpele jeanskleding. Bovendien loopt McCartney met ogen gesloten en (als enige) uit de maat. Maar wie blootvoets op straat loopt kijkt wellicht veiligheidshalve naar beneden; zijn ogen lijken echter gesloten te zijn. De hele voorkant van de hoes is vaak geïnterpreteerd als een begrafenisstoet van McCartney. McCartney zelf ontkende dat er aanwijzingen op de hoes zijn. Volgens hem dragen hij en de andere Beatles gewoon hun vrijetijdskleding (John Lennon droeg vaker een wit pak in zijn vrije tijd). De Volkswagen zou volgens McCartney er toevallig geparkeerd staan, en hijzelf zou geen schoenen dragen omdat het een erg warme dag was. De sigaret in McCartneys rechterhand valt ook tegen te spreken, want linkshandigen houden weleens vaker voorwerpen met hun rechterhand vast, en bovendien gebruiken rokers meestal hun goede hand, in dit geval de linkerhand, om de aansteker te hanteren, om vervolgens met de andere hand de sigaret uit de mond te nemen.
- Op de achterkant van de hoes een misplaatste '3', mogelijk verwijzend naar het aantal Beatles dat nog over is. Verder zou op de achterkant van de hoes een doodshoofd waarneembaar zijn, dat symbool zou moeten staan voor McCartneys dood.
- Het nummer Come Together zou over The Beatles kunnen gaan, waarbij Lennon zingt "One and one and one is three", nog een aanwijzing dat er maar drie originele Beatles over zouden zijn.
- In een filmclip van Come Together zijn opvallend veel auto's te zien, en na een halve minuut ziet men veel mensen bij elkaar staan in paniek. Er is een soort van chaos. Het zou kunnen dat dit het ongeluk van McCartney moet voorstellen. In werkelijkheid betreft het hier een filmpje, mogelijk gemaakt door een fan, van de aankomst van The Beatles bij de studio. Dergelijke momenten verliepen echter altijd chaotisch en soms paniekerig, omdat fans en journalisten over elkaar heen struikelden om zo dicht mogelijk bij de bandleden te kunnen zijn.

### The Beatles, beter bekend alsWhite Album
- In het nummer Revolution 9 zitten veel aanwijzingen over het ongeluk zelf. Zo is te horen hoe auto's racen, sirenes loeien en geluid van brand met iemand die (wanneer het achterstevoren afgespeeld wordt) "Let me out! Let me out!" roept, wat een onthoofding tijdens het ongeluk zou ontkrachten.
- In het nummer Don't Pass Me By wordt ook gerefereerd aan een auto-ongeluk na een ruzie. Ringo Starr zingt daar "I'm sorry that I doubted you, I was so unfair, You were in a car crash and you lost your hair".
- Wie het nummer Revolution 9 achterstevoren speelt krijgt een aantal typische regels te horen, waaronder "turn me on, dead man, turn me on, dead man".[2] Bovendien zingt John Lennon onder andere "who can tell what he was saying... his eyes was on fire" en "let me out, let me out!" (2.25 min). Ook hoor je de woorden "Satan look at me". Er komen knallen in voor, waarna iemand huilt en vervolgens iemand kreunt wat wegvalt in het geluid van knetterend vuur. Regelmatig komt de uitroep "Paul is dead!" voor.
- Het omdraaien van nummers wordt tegengesproken met als argument dat je ook "Paul is dead" hoort als je liedjes omdraait die uitkwamen voordat McCartney "stierf". Ook zou je andere woorden kunnen horen als je Revolution 9 omdraait. Zo zou je de "Turn me on, dead man"-woorden ook kunnen verstaan als bijvoorbeeld "Mean me harm, that man". Je zou dus kunnen horen wat je wil horen.
- Als je Lennons gemompel aan het einde van het nummer I'm so tired achterstevoren afspeelt, hoor je hem zeggen: "Paul is dead, I miss him, I miss him."[19]
- In Glass Onion, een nummer uit 1968 staat de volgende tekst: "I told you 'bout the walrus and me, man. You know that we're as close as can be, man. Well here's another clue for you all, the walrus was Paul". Hiermee wordt verwezen naar (aanwijzingen verborgen in) het nummer I am the walrus op Magical Mystery Tour.

### Overige aanwijzingen
- De Beatles hebben sinds 1966 geen live-optredens meer gedaan en na oktober 1966 zijn er geruime tijd geen platen verschenen.
- Na het ongeluk hebben The Beatles allen snorren. De dubbelganger van McCartney zou dit bewust hebben gedaan om plastische chirurgie te verbergen. Wel is bekend dat McCartney sinds die tijd een klein litteken op zijn bovenlip heeft, waarvan hij beweert dit altijd al te hebben gehad.[bron?]
- Bij het album London Town van Wings werd een poster geleverd met daarop een fotocollage. Op een van de foto's is met zwarte stift de tekst "substitute" geschreven over een foto van McCartney.[20]
- Vijf maanden voor de mediahype in 1969 werd het nummer Saint Paul uitgebracht waarin Terry Knight het lot van McCartney bezingt.[21] Het Paul is dead-verhaal was nog nauwelijks bekend, en er was weinig aandacht voor het liedje. The Beatles eisten echter een publicatieverbod van Saint Paul. Uiteindelijk besloten The Beatles het liedje op te kopen, nog voor er media-aandacht is voor het Paul is dead-verhaal.[bron?]
- Een van de laatste Beatle-nummers ooit gemaakt, is Real Love: Echte Liefde, op internet circuleert een omgekeerd afgespeeld fragment van John Lennons solodemo Real Love uit 1977, die in 1994 door McCartney, Harrison en Starr werd uitgewerkt tot een heus Beatleslied. Wie wil geloven dat er in dat nummer een clou zit verwerkt kan met enige fantasie "Paul, we used to sing with him" horen. Maar een Brit, en zeker iemand met zo'n scherp accent als Lennon, zou McCartney heel anders uitspreken, namelijk met een erg hard aangeblazen P. Love klinkt teruggedraaid nooit als Paul.
- John Lennon zingt in How Do You Sleep, een lied uit Lennons solocarrière waarin hij zich tegen McCartney keert, de zin: "Those freaks was right when they said you was dead".[22]
- In het nummer God van John Lennon en de Plastic Ono Band komt John Lennon terug op de I am the walrus aanwijzing door te zingen I was the walrus, waaruit zou blijken dat niet McCartney, maar Lennon de walrus is.
- De hoes van het soloalbum Paul is Live uit 1993 is bij hetzelfde zebrapad opgenomen als die van het album Abbey Road. De nummerplaat van de witte Volkswagen is nu veranderd in 51IS, wat betekent dat hij in leven is en dat hij (op dat moment) 51 jaar oud is.
- Het liedje Free as a Bird van The Beatles, uitgebracht in 1995, bevat aan het eind een erkend stukje achteruit gesproken tekst "Hear that noise again, guess who's dead" en in de video zie je op dat tijdstip de ukulelespeler George Formby. Hear that noise again kan ook gehoord worden als Turned out nice again.
- Op het moment dat McCartney zijn dankwoord heeft gehouden nadat hij zijn Presidents Award heeft gekregen, geeft hij zijn grootste dank aan "Paul, John, George and Ringo".[bron?] Het feit dat hij zichzelf in de derde persoon noemt, wordt als merkwaardig (en dus als bewijs) gezien. Dit is echter geen bewijs, want later doken een aantal interviews met John Lennon op waarin hij over zichzelf in derde persoon sprak. Ook Ringo Starr en George Harrison spraken vaak over The Beatles als "They" in plaats van "We".
- Op verzoek van Life Magazine vergeleek Henry Truby van de universiteit van Miami, expert in zogenoemde voiceprints (spectrogrammen van stemmen), in 1969 de stem van Paul op Yesterday (1965) en Hey Jude (1968) met elkaar. De conclusie van Truby was dat de stemmen verschillend ("suspiciously different") waren.[23]
- In 2009 vergeleken twee Italiaanse experts in biometrische gezichtsherkenning foto's van McCartney van vóór en na 1966 met elkaar.[24] Zij ontdekten diverse opmerkelijke verschillen. Het artikel wordt bekritiseerd omdat het bevooroordeeld zou zijn: alle gebruikte foto's uit het onderzoek van Gavazzeni en Carlesi zijn van de website van Sun King afkomstig, een bekende promotor van het Paul is dead-verhaal. Enkele bevindingen uit het onderzoek van Gavazzeni en Carlesi:
  - De zogenoemde mandibulaire curve, de denkbeeldige lijn tussen linkeroor, onderkaak en rechteroor, die voor de computer een belangrijke parameter voor de onderkaak is, verschilde meer dan 6%, veel meer dan de foutenmarge. Tussen foto's van vóór 1966 werd nergens een verschil van meer dan 1% gemeten.
  - Er zijn ook andere morfologische verschillen in de morfologie van de kaak. Vóór 1966 leek elk deel van de kaak uit twee curves te bestaan, na 1966 was er nog maar één curve.
  - De lipcommissuur, de lijn tussen de twee verbindingspunten tussen onder- en bovenlip, is plotseling groter.
  - De vorm van de schedel is na 1966 ook ronder en minder lang. Het veranderen van de vorm van de schedel van een volwassene is onmogelijk.
  - De rechter hoektand van McCartney vóór 1966 steekt uit ten opzichte van de andere tanden. Een klassiek verschijnsel dat optreedt bij ruimtegebrek in de tandenrij. Na 1967 staan de tanden goed uitgelijnd.
  - De vorm van het verhemelte van McCartney is anders vóór en na 1967.
- Op 15 juli 2009, exact op dezelfde dag dat het onderzoek van Gavazzeni en Carlesi in de Italiaanse versie van Wired Magazine werd gepubliceerd, was de normaal vrij publiciteitsschuwe McCartney te gast in de show van David Letterman. Daarin vroeg Letterman onder meer wat er waar was van het gerucht: "Een dubbelganger zou jouw plaats hebben ingenomen." McCartney reageerde hier op met: "Nou, hier is hij."[25] De geruchten werden geridiculiseerd en weggelachen, maar over het onderzoek van Gavazzeni en Carlesi werd in de show van Letterman met geen woord gerept. Mensen die het gerucht geloven, beschouwen dit als een afleidingsmanoeuvre.

## Weerleggingen
- Door sommigen wordt het gerucht weerlegd met als argumenten dat het zeer lastig is om een dubbelganger van Paul McCartney te vinden, die bovendien linkshandig is, basgitaar speelt, op dezelfde manier zijn hoofd beweegt tijdens het zingen en nummers schrijft die beschouwd worden als klassiekers.
- Volgens enkelen kunnen aanwijzingen voor McCartneys dood overal gezocht worden. De boodschappen die te horen zijn wanneer de liedjes achterstevoren worden afgespeeld, zijn volgens sommigen interpretaties en zuiver toeval.
- Wat door aanhangers van het gerucht ook vaak als argument wordt gebruikt, is dat er een Paul McCartney-lookalike-wedstrijd in Canada werd gehouden na McCartneys veronderstelde overlijden (William Campbell, McCartneys vervanger, zou die gewonnen hebben). Volgens de wedstrijdorganisatie zelf had er echter niemand meegedaan die William Campbell heette.[bron?]
- Bovendien werd op een Beatle-forum op basis van een aantal fotovergelijkingen aangetoond dat "beide" Paulen op dezelfde plekken sproeten hebben.[bron?]
- Daarnaast zou het volgens critici in zijn geheel niet logisch zijn om bewust aanwijzingen te geven voor iets als het juist de bedoeling is om het geheim te houden.

Alles bij elkaar genomen is het niet zozeer de vraag of Paul McCartney wel of niet dood is, maar welke rol The Beatles zelf hebben gespeeld in het verspreiden van het gerucht. In ieder geval heeft het Paul is dead-mysterie een bijdrage geleverd aan de magie die na meer dan 50 jaar nog steeds rond The Beatles hangt.
Ten slotte is het de vraag of de drie andere Beatles akkoord zouden zijn gegaan met het feit dat de zogenaamde vervanger van McCartney na 1966 het roer in de band overnam: de vermeende vervanger van McCartney schreef het overgrote deel van Sgt. Pepper's Lonely Hearts Club Band en Abbey Road, en, op All You Need Is Love, The Ballad of John and Yoko en Something na, alle hits die de band na 1966 heeft gehad. 

## Een soort vervolg
De discussie over de Paul-is-dead-theorie kreeg in 2007 een nieuwe impuls. De aanleiding was een rechtszaak aangespannen door een toen 46-jarige ouderenverpleegkundige uit Berlijn. Ze beweert de dochter van McCartney te zijn. Haar moeder zou tussen 1959 en 1962 een affaire hebben gehad met McCartney. Ze beschuldigt hem ervan dat hij door een dubbelganger is vertegenwoordigd in een vaderschapstest uit 1984. De handtekening is ten onrechte gemaakt door een rechtshandige persoon en de foto zou McCartney niet laten zien.
In 2020 kwam de complottheorie terug in de schijnwerpers terecht. Een foto waarop John Lennon te zien is gaf aanleiding tot de heropleving. Als men de foto omgekeerd houdt kan namelijk het gezicht van Paul, eerder dan dat van John worden gezien. Het ondersteboven hangende gezicht van Paul McCartney staat symbool voor de dood (yang), waar het rechtopstaande gezicht van John het leven (yin) impliceert. Het feit dat de foto in zwart-wit is genomen versterkt laatstgenoemde yin-yang-theorie en wekt een sinistere indruk. Bovendien kan vanuit het Paul-perspectief de lichte kromming van de mond worden gepercipieerd als een glimlach, waar dit eerder een droevige indruk nalaat vanuit het perspectief van de rechtopstaande John. Ten slotte is ook het klassieke Beatle-kapsel opmerkelijk. Beide Beatles hadden dit kapsel namelijk in hun gloriejaren, en tevens op de bewuste dag van het overlijden van Paul in 1966. Zij hebben bovendien kort haar, wat kan symboliseren dat beide Beatles hun innerlijke krachten niet optimaal benutten. 